# رقصیدن با شیطان... هنر آغاز دوباره
رقصیدن با شیطان… هنر آغاز دوباره (انگلیسی: Dancing with the Devil... the Art of Starting Over) هفتمین آلبوم استودیویی دمی لواتو، خوانندهٔ آمریکایی است. این آلبوم در ۲ آوریل ۲۰۲۱ توسط آیلند رکوردز منتشر شد. آلبوم و در کنار یک مجموعهٔ مستند با عنوان دمی لواتو: رقصیدن با شیطان، که مستندی در مورد بهبودی و خودیابی اوست ضبط شده‌است. این آلبوم یک رکورد پاپ با متن ترانه در مورد مرحله گذشت لواتو از طریق موانع و توانمندسازی خود است. این یک دوره اصلاحاتی در زندگی و حرفه خواننده، پس از بستری شدن در بیمارستان در اثر مصرف بیش از حد مواد مخدر در سال ۲۰۱۸ است.